# Boris Schatz
Pour les articles homonymes, voir Schatz (homonymie).
Boris Schatz (בוריס שלמה ברוך שץ), né le 23 décembre 1867 à Varniai dans l'Empire russe et mort le 23 mars 1932 à Denver au Colorado, est un peintre et sculpteur qui compte parmi les pères de l'art israélien.
Il est le fondateur en 1906 de l'École des beaux-arts de Bezalel à Jérusalem.

## Enfance et études
Boris Schatz naît dans le gouvernement de Kowno (actuelle Lituanie). Envoyé par son père à Vilna en vue d'études religieuses, Schatz s'enfuit à Varsovie où il étudie la peinture et la sculpture.
En 1889, il émigre en France où il connait sa première épouse Génia. Tout en poursuivant ses études à l'Académie de peinture Cormon, il étudie la sculpture auprès de Mark Antokolski et la peinture avec Fernand Cormon.
Pour subvenir à ses besoins, il est amené durant ses études à combattre sur les rings de boxe.

## Bulgarie
En 1895, après s'être fait remarquer lors de l'Exposition universelle de Paris de 1889 pour sa sculpture Matityahou l'Hasmonéen, Boris Schatz est officiellement invité par le prince Ferdinand Ier de Bulgarie et est nommé sculpteur de la cour. Il fonde également l'Académie royale des beaux-arts de Bulgarie, à la tête de laquelle il siège de 1895 à 1906.

## Sionisme
À la suite de sa rencontre avec Théodore Herzl à Paris en 1903, Schatz devient un sioniste convaincu. Lors du 7e congrès sioniste de 1905, il émet l'idée de la création d'une école d'art en Palestine.

## Création de l'École des beaux-arts de Bezalel
Boris Schatz crée dans la ville moderne de Jérusalem en 1906, un centre artistique qui devient l'École des beaux-arts de Bezalel, en souvenir du Bezalel biblique, architecte du Tabernacle.
Schatz organise aux États-Unis et en Europe l'exposition des œuvres de ses étudiants et fait connaitre ainsi à l'étranger l'art produit alors en Terre d'Israël. En collaboration avec Rachel Yannayit Ben-Zvi et Zeev Ashour, il crée le premier corps représentatif des artistes du pays.
En 1911, il épouse en secondes noces la célèbre critique d'art Olga Pavazner à Jérusalem.
Durant la Première Guerre mondiale, l'école est fermée sur ordre des autorités de l'Empire ottoman et Schatz s'exile à Safed où il rédige son ouvrage Jérusalem construite, dans lequel il imagine le pays d'Israël en 2018.
Le 22 mars 1932, lors d'une tournée aux États-Unis en vue de récupérer des fonds pour le financement de l'école, Boris Schatz décède à Denver. Son corps est inhumé au cimetière juif du mont des Oliviers à Jérusalem.

## Sources
- Guidon Efrat, Bezalel Schatz-Monographie, Jérusalem, Éd. Beït-Haomanim, 2006
- Smadar Shafi, Histoire d'imprimeurs, Éd. Haaretz, 2006
- Schlomo Zangelbitsch, Des jeunes pleins d'espoirs, Jérusalem, Éd. Yad Ben-Tzvi, 2006